# دومینیک ریمان
دومینیک ریمان (انگلیسی: Dominik Reimann؛ زادهٔ ۱۸ ژوئن ۱۹۹۷) بازیکن فوتبال اهل آلمان است.
از باشگاه‌هایی که در آن بازی کرده‌است می‌توان به باشگاه فوتبال ماگدبورگ ۱ اشاره کرد.
وی همچنین در تیم‌های ملی فوتبال جوانان آلمان، جوانان آلمان، و زیر ۲۰ سال آلمان بازی کرده‌است.